# Герб Бельгії
Великий герб Бельгії був затверджений 17 травня 1837 року.

## Опис
Існує три герби — малий, середній та великий. Основним елементом кожного з них є національний символ бельгійців — золотий лев із червоними кігтями та язиком на чорному щиті — це так званий бельгійський лев (Leo Belgicus). Навколо щита золотий ланцюг зі знаком Ордена Леопольда. Щит увінчаний великогерцогською короною. За щитом поміщаються перехрещені жезли: один жезл — із золотим левом — символ незалежності Бельгії, другий — з «рукою правосуддя» — символ справедливості. На червоній стрічці золотими літерами написаний національний девіз бельгійців — «L'union fait la force» («Єдність дає силу»). По боках на великому й середньому гербах присутні щитотримачі — золоті леви, кожен із яких тримає прапор Бельгії, позаду — королівська мантія увінчана, нагорі якої можна побачити королівську корону — символ королівської влади, яка дотепер присутня у Бельгії.
Великий герб також має позаду мантії 9 прапорів та штандарт бельгійських провінцій.

## Герби національних громад

Фламандська громада
Валлонська громада
Німецька громада
Брюссельський регіон

### Фламандська громада
Громада отримує герб 30 березня 1988 року. Герб являє собою фландрійського лева, з герба графів Фландрії XII століття.

### Французька громада Валлонії та Брюсселя
Громада отримує свій герб 3 липня 1991 року. Півень є символом Валлонії з 1913 року. Квіти від князівства Льєж. Валлонія отримує герб 28 липня 1998 року.

### Німецька громада
Громада отримує свій герб з 1 жовтня 1990 року. Лев походить від лева Лімбурга, оскільки цей регіон колись належали Лімбургу (пізніше в інших державах і зараз провінції Льєж). Дев'ять квіток символізують дев'ять німецькомовних муніципалітетів.

### Брюссельський столичний регіон
З 1991 року Ірис є символом регіону.